# Куликов Дмитро Кузьмович
Дмитро Кузьмич Куликов (рос. Дмитрий Кузьмич Куликов; 1 жовтня 1912 — 11 червня 1964) — радянський астроном.

## Життєпис
Народився в деревні Мала Уронда (нині Івановська область). У 1936 закінчив Ленінградський університет і був залишений в аспірантурі обсерваторії цього університету. Викладав курс практичної астрономії в Ленінградському гірничому інституті. У 1939—1946 перебував у лавах Радянської Армії. З 1946 працював в Інституті теоретичної астрономії АН СРСР (у 1949—1956 — вчений секретар, з 1956 — завідувач Відділом «Астрономічного щорічника СРСР»).
Наукові праці відносяться до практичної астрономії, небесної механіки, теоретичної астрономії. Запропонував метод обробки результатів спостережень і складання ефемерид пар Цінгера. Автор монографії «Теорія ефемерид пар Цингера і каталог 500 пар зірок у системі ДКЗ (FK3) на епоху 1950.0 і 1970.0» (1951). Детально розробив методику визначення остаточних кометних орбіт за великою кількістю спостережень. Під його керівництвом була проведена робота з реформи «Астрономічного щорічника СРСР», пов'язана з рекомендаціями та рішеннями Міжнародного астрономічного союзу. Велике значення для космонавтики мали роботи Куликова, присвячені методиці обчислення ефемерид підвищеної точності на короткі проміжки часу.
Сталінська премія (1952).
На його честь названо астероїд 1774 Куликов.